# Super Bowl LVIII
Der Super Bowl LVIII war der 58. Super Bowl, das Endspiel der Saison 2023 der National Football League (NFL) im American Football. Das Spiel sollte ursprünglich in New Orleans, Louisiana, ausgetragen werden. Aufgrund der Terminkollision mit dem Mardi Gras in New Orleans wurde das Spiel im Allegiant Stadium in Paradise, Nevada, ausgetragen. Nach dem Super Bowl LI war es der zweite Super Bowl, der in die Overtime ging. Mit den Kansas City Chiefs gewann der Titelverteidiger. Die Mannschaft besiegte die San Francisco 49ers mit 25:22.

## Austragungsort
Die Super Bowls LVII und LVIII wurden anstatt im zuvor üblichen Bieterverfahren nach Bewerbung vergeben. Den NFL-Verantwortlichen wurde erlaubt, mit Städten in Verhandlungen zu treten und diesen die Möglichkeit zu geben, zusammen mit den Stadionbetreibern ein Angebot für die Durchführung des Events abzugeben. Am 23. Mai 2018 wurde sowohl die Vergabe des Super Bowl LVII an das State Farm Stadium in Glendale, Arizona als auch die des Super Bowl LVIII an den Mercedes-Benz Superdome in New Orleans, Louisiana bekannt gegeben.
Mit dem zur Saison 2020 neu abgeschlossenen Tarifvertrag (Collective Bargaining Agreement), erhöhte die NFL die Anzahl der Regular-Season-Spiele auf 17. Infolge dieser Erhöhung verlängert sich die Saison und damit verschieben sich auch die Play-offs um eine Woche. Dadurch kollidierte der Termin des Super Bowls, der 11. Februar 2024 (statt wie ursprünglich vorgesehen, der 4. Februar) mit dem Mardi Gras in New Orleans. Aufgrund dessen wurde New Orleans die Ausrichtung des nachfolgenden 59. Superbowls (Super Bowl LIX) übertragen. Als neuer Austragungsort für den Super Bowl LVIII wurde das Allegiant Stadium in Paradise in Nevada bestimmt. Spielbeginn in den USA war am Sonntag, den 11. Februar 2024, um 3:30 p.m. (PST) Uhr, was in der mitteleuropäischen Zeitzone dem 12. Februar 2024, 00:30 Uhr, entspricht.

## Weg zum Super Bowl
Die San Francisco 49ers waren mit einer Bilanz von 12–5 das beste Team der National Football Conference (NFC) in der Regular Season. Mit den Kansas City Chiefs als Sieger des Super Bowl LVII im Vorjahr schaffte der Titelverteidiger, der die AFC West zum achten Mal in Folge gewann und mit die Regular Season mit einer Bilanz von 11–6 beendete, erneut den Einzug in den Super Bowl und damit den vierten Einzug in den Super Bowl binnen fünf Jahren. Beide Teams standen sich mit denselben Head Coaches bereits vier Jahre zuvor im Super Bowl LIV gegenüber, den Kansas City mit 31:20 für sich hatte entscheiden können.
Insgesamt 18 Spieler aus der damaligen Begegnung der beiden Teams standen nach vier Jahren noch in den Kadern, darunter 12 Starter (Patrick Mahomes, Travis Kelce, Mecole Hardman, Chris Jones und Derrick Nnadi auf Seiten den Kansas City Chiefs sowie Kyle Juszczyk, George Kittle, Deebo Samuel, Nick Bosa, Arik Armstead, Fred Warner und Dre Greenlaw bei den San Francisco 49ers), drei Spezialisten (Kicker Harrison Butker und Long Snapper James Winchester von den Chiefs sowie Punter Mitch Wishnowsky von den 49ers) sowie drei Reservisten (Nick Allegretti sowie Blake Bell von den Chiefs und Ross Dwelley von den 49ers). Zudem stand 49ers-Cornerback Charvarius Ward damals für die Kansas City Chiefs als Starter auf dem Feld.
Der andere Super-Bowl-Teilnehmer der Vorsaison, die Philadelphia Eagles, scheiterte nach einem Leistungseinbruch in der zweiten Saisonhälfte in der ersten Runde der Play-offs an den Tampa Bay Buccaneers.
Besondere mediale Aufmerksamkeit im Vorfeld des Super Bowls erhielt die Beziehung von Tight End Travis Kelce (Kansas City Chiefs) mit der international berühmten Sängerin Taylor Swift, die bereits seit Beginn der NFL-Saison einen Hype ausgelöst hatte.

### San Francisco 49ers
| NFC West            | NFC West | NFC West | NFC West | NFC West | NFC West | NFC West | NFC West | NFC West | NFC West | NFC West |
| Team                | S        | N        | U        | SQ       | P+       | P−       | Diff.    | DIV      | CONF     | Serie    |
| ------------------- | -------- | -------- | -------- | -------- | -------- | -------- | -------- | -------- | -------- | -------- |
| San Francisco 49ers | 12       | 5        | 0        | 0,706    | 491      | 298      | +193     | 5–1      | 10–2     | 1N       |
| Los Angeles Rams    | 10       | 7        | 0        | 0,588    | 404      | 377      | 0+27     | 5–1      | 8–4      | 4S       |
| Seattle Seahawks    | 9        | 8        | 0        | 0,529    | 364      | 402      | 0−38     | 2–4      | 7–5      | 1S       |
| Arizona Cardinals   | 4        | 13       | 0        | 0,235    | 330      | 455      | −125     | 0–6      | 3–9      | 1N       |

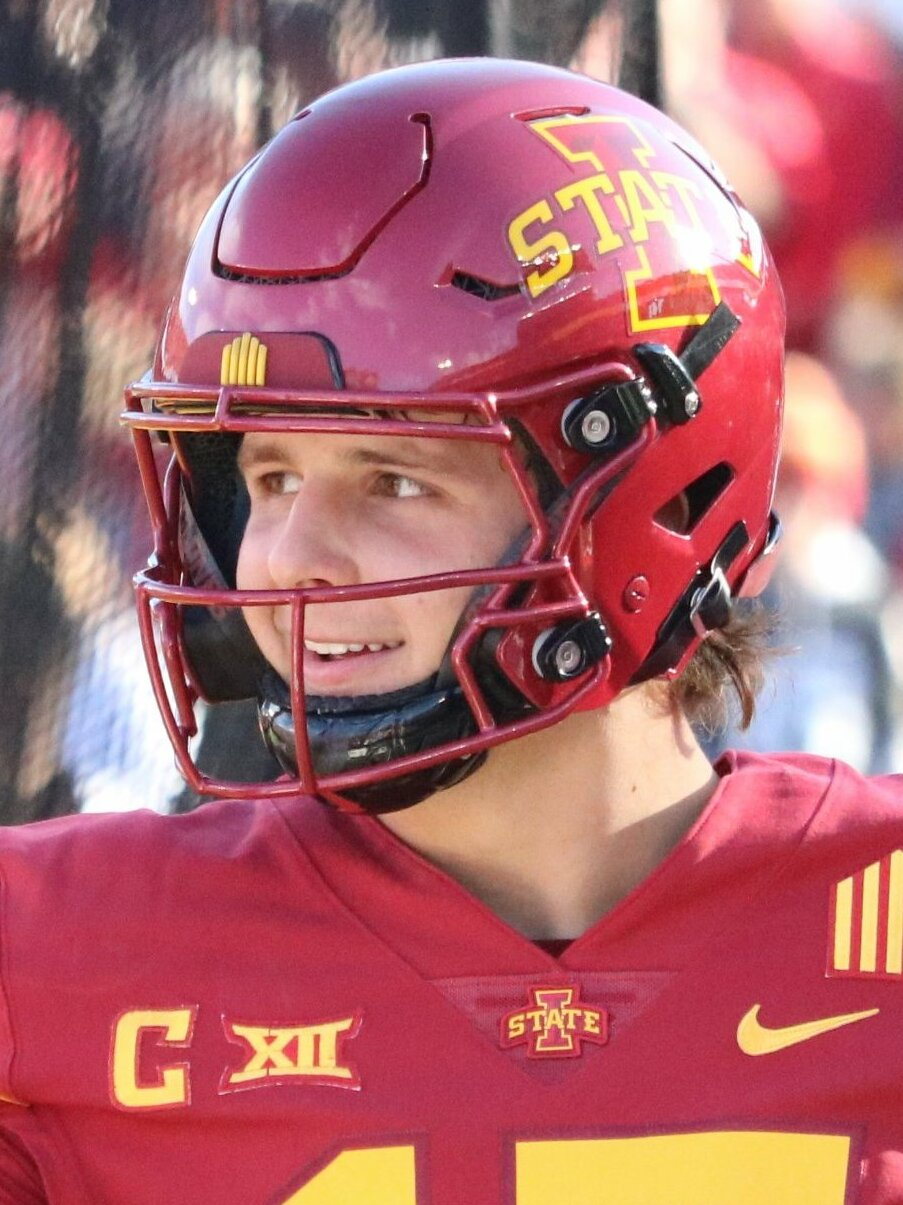
Brock Purdy, Starting-Quarterback der San Francisco 49ers, im Bild in der Uniform der Iowa State Cyclones im Jahr 2021

Ebenso wie Kansas City zählte San Francisco, angeführt von Head Coach Kyle Shanahan in den Vorjahren zu den Topteams der Liga (im Zeitraum von 2019 und 2023 kamen nur die Chiefs auf insgesamt mehr Siege als die 49ers). Im Gegensatz zu den Chiefs zogen die 49ers mit einem anderen Quarterback als vier Jahre zuvor in den Super Bowl ein. Im NFL Draft 2021 hatte San Francisco mehrere Erstrundenpicks investiert, um ein Upgrade gegenüber Jimmy Garoppolo zu finden, und an dritter Stelle Trey Lance ausgewählt. Nach verletzungsbedingten Ausfällen von Lance und später auch Garoppolo in der Saison 2022 waren die 49ers gezwungen, ihren Nummer-drei-Quarterback Brock Purdy einzusetzen. Mit Purdy, der im NFL Draft 2022 in der siebten Runde als 262. und letzter Spieler ausgewählt worden war und von dem als „Mr. Irrelevant“ wenig erwartet worden war, gewannen die 49ers dank überraschend guter Leistungen von Purdy sieben Spiele in Folge und schafften es bis in das NFC Championship Game, verpassten aber den Einzug in den Super Bowl, nachdem sich Purdy und auch sein Ersatzquarterback während des Spiels verletzt hatten. Daraufhin ging Purdy als Starter für San Francisco in die Saison 2023 und konnte dabei überzeugen, so verzeichnete er das höchste Quarterback Rating aller Spielmacher der Liga. Weitere bedeutende Verstärkungen des Teams im Vergleich zum Super Bowl LIV waren die Verpflichtung eines der besten Offensive Tackles der Liga mit Trent Williams im März 2020, Wide Receiver Brandon Aiyuk, den San Francisco in der ersten Runde des NFL Draft 2020 ausgewählt hatte, sowie Runningback Christian McCaffrey, den man während der Saison 2022 per Trade von den Carolina Panthers geholt hatte.
Neun Spieler der 49ers wurden für den Pro Bowl nominiert, was Höchstwert der Saison war: Defensive End Nick Bosa, Defensive Tackle Javon Hargrave, Fullback Kyle Juszczyk, Tight End George Kittle, Runningback Christian McCaffrey, Quarterback Brock Purdy, Cornerback Charvarius Ward, Linebacker Fred Warner und Offensive Tackle Trent Williams.
Nach einer spielfreien ersten Runde trafen die 49ers in der Divisional Round der Play-offs auf die Green Bay Packers, die zuvor überraschend die zweitgesetzten Dallas Cowboys mit einem deutlichen 48:32-Sieg ausgeschaltet hatten. In einem verregneten Spiel, in dem sie erst kurz vor Schluss die Führung übernahmen, konnten die 49ers sich knapp mit 24:21 durchsetzen. Im NFC Championship Game gegen die Detroit Lions gerieten die 49ers zur Halbzeit mit 17 Punkten in Rückstand, konnten das Spiel aber im dritten Viertel zu ihren Gunsten drehen und zogen mit einem 34:31-Sieg in den Super Bowl ein.

### Kansas City Chiefs
| AFC West             | AFC West | AFC West | AFC West | AFC West | AFC West | AFC West | AFC West | AFC West | AFC West | AFC West |
| Team                 | S        | N        | U        | SQ       | P+       | P−       | Diff.    | DIV      | CONF     | Serie    |
| -------------------- | -------- | -------- | -------- | -------- | -------- | -------- | -------- | -------- | -------- | -------- |
| Kansas City Chiefs   | 11       | 6        | 0        | 0,647    | 371      | 294      | +77      | 4–2      | 9–3      | 2S       |
| Las Vegas Raiders    | 8        | 9        | 0        | 0,471    | 332      | 331      | 0+1      | 4–2      | 6–6      | 1S       |
| Denver Broncos       | 8        | 9        | 0        | 0,471    | 357      | 413      | −56      | 3–3      | 5–7      | 1N       |
| Los Angeles Chargers | 5        | 12       | 0        | 0,294    | 346      | 398      | −52      | 1–5      | 3–9      | 5N       |

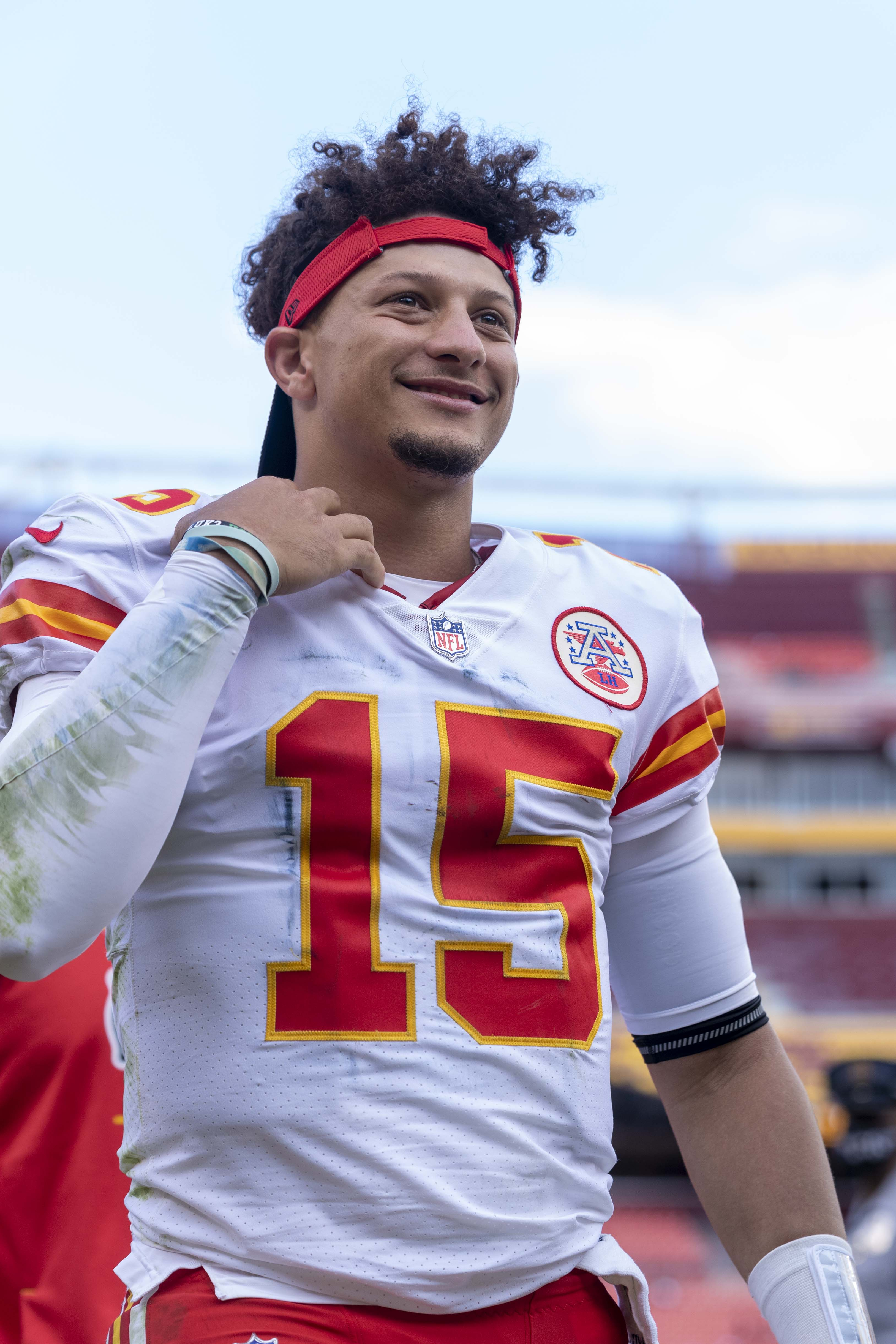
Patrick Mahomes, Starting-Quarterback der Kansas City Chiefs (2021)

Die Chiefs zogen mit weitgehend dem gleichen Kader wie in der Vorsaison in den Super Bowl ein. Head Coach Andy Reid, Quarterback Patrick Mahomes, Tight End Travis Kelce und Defensive Tackle Chris Jones waren wie bereits in den Vorjahren die Konstanten im Team. Anders als in der Vorsaison fiel allerdings der weiterhin nicht kompensierte Abgang von Wide Receiver Tyreek Hill nach der Saison 2021 stärker ins Gewicht, sodass die typischerweise starke Offense des Teams in zahlreichen Spielen schwächelte. Stattdessen zeigte die Defense der Chiefs bessere Leistungen als in den vorigen Jahren.
Fünf Spieler der Chiefs wurden mit einer Nominierung für den Pro Bowl geehrt: Quarterback Patrick Mahomes, Tight End Travis Kelce, Guard Joe Thuney, Center Creed Humphrey und Defensive Tackle Chris Jones, die alle bereits im Vorjahr ebenfalls ausgezeichnet worden waren.
In der ersten Runde der Play-offs spielten die Chiefs zuhause gegen die Miami Dolphins. Im viertkältesten Spiel der NFL-Geschichte bei −4 °F (ca. −16 °C) blieb die Offense von Miami blass und Kansas City setzte sich klar mit 26:7 durch. In der Divisional Round traten die Chiefs auswärts bei den Buffalo Bills und damit nach 15 Spielen erstmals mit Mahomes als Starter zu einem Auswärtsspiel in der Postseason an. In einem knappen Spiel konnten die Chiefs sich mit 27:24 durchsetzen, nachdem Bills-Kicker Tyler Bass in den Schlussminuten ein Field Goal zum Ausgleich aus 44 Yards verfehlt hatte. Bereits in den Spielzeiten 2020 und 2021 hatte Kansas City Buffalo in den Play-offs besiegt. Im AFC Championship Game trafen die Chiefs mit den Baltimore Ravens auf den Nummer-eins-Seed ihrer Conference. Dabei konnte die Chiefs-Defense die vom später zum MVP der Saison gewählten Lamar Jackson angeführte Offense der Ravens weitgehend kaltstellen, wodurch Kansas City sich mit 17:10 durchsetzte.

### Play-offs
Die Play-offs begannen am 14. Januar 2024. Die Divisionssieger Baltimore Ravens und San Francisco 49ers mit der besten Bilanz in ihrer Division hatten in der ersten Runde spielfrei. Die anderen drei Divisionssieger traten in der Wild Card Round gegen die drei besten der übrigen Teams an.
| Setzliste der Playoffs | Setzliste der Playoffs | Setzliste der Playoffs | Setzliste der Playoffs | Setzliste der Playoffs |
| Pos.                   | AFC                    | AFC                    | NFC                    | NFC                    |
| ---------------------- | ---------------------- | ---------------------- | ---------------------- | ---------------------- |
| 1                      | Baltimore Ravens       | Sieger North           | San Francisco 49ers    | Sieger West            |
| 2                      | Buffalo Bills          | Sieger East            | Dallas Cowboys         | Sieger East            |
| 3                      | Kansas City Chiefs     | Sieger West            | Detroit Lions          | Sieger North           |
| 4                      | Houston Texans         | Sieger South           | Tampa Bay Buccaneers   | Sieger South           |
| 5                      | Cleveland Browns       | North                  | Philadelphia Eagles    | East                   |
| 6                      | Miami Dolphins         | East                   | Los Angeles Rams       | West                   |
| 7                      | Pittsburgh Steelers    | North                  | Green Bay Packers      | North                  |

|  |                                  |                                  |                                  |               |         |                             |                             |                             |                              |               |                          |                          |                          |                  |  |            |               |            |
|  | Wild Card Round                  | Wild Card Round                  | Wild Card Round                  |               |         | Divisional Round            | Divisional Round            | Divisional Round            |                              |               | Conference Championships | Conference Championships | Conference Championships |                  |  | Super Bowl | Super Bowl    | Super Bowl |
|  | Wild Card Round                  | Wild Card Round                  | Wild Card Round                  |               |         | Divisional Round            | Divisional Round            | Divisional Round            |                              |               | Conference Championships | Conference Championships | Conference Championships |                  |  | Super Bowl | Super Bowl    | Super Bowl |
|  |                                  |                                  |                                  |               |         |                             |                             |                             |                              |               |                          |                          |                          |                  |  |            |               |            |
|  |                                  |                                  |                                  |               |         | 20. Jan. – M&T Bank Stadium |                             |                             |                              |               |                          |                          |                          |                  |  |            |               |            |
|  | 13. Jan. – NRG Stadium           |                                  |                                  |               |         |                             |                             |                             |                              |               |                          |                          |                          |                  |  |            |               |            |
|  |                                  |                                  | 1                                | Baltimore     | 34      |                             |                             |                             |                              |               |                          |                          |                          |                  |  |            |               |            |
|  | 4                                | Houston                          | 1                                | Baltimore     | 34      | 45                          |                             |                             |                              |               |                          |                          |                          |                  |  |            |               |            |
|  | 4                                | Houston                          |                                  |               | 4       | 45                          | Houston                     | 10                          |                              |               |                          |                          |                          |                  |  |            |               |            |
|  | 5                                | Cleveland                        | 14                               |               |         |                             |                             |                             |                              |               |                          |                          |                          |                  |  |            |               |            |
|  | 5                                | Cleveland                        | 14                               |               |         | 28. Jan. – M&T Bank Stadium |                             |                             |                              |               |                          |                          |                          |                  |  |            |               |            |
|  |                                  |                                  |                                  |               |         |                             |                             |                             |                              |               |                          |                          |                          |                  |  |            |               |            |
|  |                                  |                                  |                                  |               |         |                             |                             |                             | 1                            | Baltimore     | 10                       |                          |                          |                  |  |            |               |            |
|  | 15. Jan. – Highmark Stadium      |                                  |                                  |               |         |                             |                             |                             | 1                            | Baltimore     | 10                       |                          |                          |                  |  |            |               |            |
|  |                                  |                                  |                                  |               |         |                             |                             | 3                           | Kansas City                  | 17            |                          |                          |                          |                  |  |            |               |            |
|  | 2                                | Buffalo                          | 31                               |               |         |                             |                             |                             | Kansas City                  | 17            |                          |                          |                          |                  |  |            |               |            |
|  | 2                                | Buffalo                          | 31                               |               |         | AFC Championship            |                             |                             |                              |               |                          |                          |                          |                  |  |            |               |            |
|  | 7                                | Pittsburgh                       | 17                               |               |         | 21. Jan. – Highmark Stadium | 21. Jan. – Highmark Stadium | 21. Jan. – Highmark Stadium |                              |               |                          |                          |                          |                  |  |            |               |            |
|  | 7                                | Pittsburgh                       | 17                               |               |         |                             | 21. Jan. – Highmark Stadium | 21. Jan. – Highmark Stadium |                              |               |                          |                          |                          |                  |  |            |               |            |
|  |                                  |                                  |                                  | 2             | Buffalo | 24                          |                             |                             |                              |               |                          |                          |                          |                  |  |            |               |            |
|  |                                  |                                  |                                  | 2             | Buffalo | 24                          |                             |                             |                              |               |                          |                          |                          |                  |  |            |               |            |
|  | 13. Jan. – Arrowhead Stadium     | 13. Jan. – Arrowhead Stadium     | 13. Jan. – Arrowhead Stadium     |               |         | 3                           | Kansas City                 | 27                          |                              |               |                          |                          |                          |                  |  |            |               |            |
|  | 13. Jan. – Arrowhead Stadium     | 13. Jan. – Arrowhead Stadium     | 13. Jan. – Arrowhead Stadium     |               |         | 3                           | Kansas City                 | 27                          | 11. Feb. – Allegiant Stadium |               |                          |                          |                          |                  |  |            |               |            |
|  | 3                                | Kansas City                      | 26                               |               |         |                             |                             |                             |                              |               |                          |                          |                          |                  |  |            |               |            |
|  | 3                                | Kansas City                      | 26                               |               |         |                             |                             |                             |                              |               |                          | A3                       | Kansas City              | 1251             |  |            |               |            |
|  | 6                                | Miami                            | 7                                |               |         |                             |                             |                             |                              |               |                          |                          |                          | 1251             |  |            |               |            |
|  | 6                                | Miami                            | 7                                |               |         |                             |                             |                             |                              |               |                          |                          |                          |                  |  | N1         | San Francisco | 22         |
|  |                                  |                                  |                                  |               |         |                             |                             |                             |                              |               |                          |                          |                          |                  |  | N1         | San Francisco | 22         |
|  |                                  |                                  |                                  |               |         |                             |                             |                             |                              |               |                          |                          |                          | Super Bowl LVIII |  |            |               |            |
|  |                                  |                                  |                                  |               |         | 20. Jan. – Levi’s Stadium   |                             |                             |                              |               |                          |                          |                          |                  |  |            |               |            |
|  | 14. Jan. – AT&T Stadium          |                                  |                                  |               |         |                             |                             |                             |                              |               |                          |                          |                          |                  |  |            |               |            |
|  |                                  |                                  | 1                                | San Francisco | 24      |                             |                             |                             |                              |               |                          |                          |                          |                  |  |            |               |            |
|  | 2                                | Dallas                           | 1                                | San Francisco | 24      | 32                          |                             |                             |                              |               |                          |                          |                          |                  |  |            |               |            |
|  | 2                                | Dallas                           |                                  |               | 7       | 32                          | Green Bay                   | 21                          |                              |               |                          |                          |                          |                  |  |            |               |            |
|  | 7                                | Green Bay                        | 48                               |               |         |                             |                             |                             |                              |               |                          |                          |                          |                  |  |            |               |            |
|  | 7                                | Green Bay                        | 48                               |               |         | 28. Jan. – Levi’s Stadium   |                             |                             |                              |               |                          |                          |                          |                  |  |            |               |            |
|  |                                  |                                  |                                  |               |         |                             |                             |                             |                              |               |                          |                          |                          |                  |  |            |               |            |
|  |                                  |                                  |                                  |               |         |                             |                             |                             | 1                            | San Francisco | 34                       |                          |                          |                  |  |            |               |            |
|  | 14. Jan. – Ford Field            |                                  |                                  |               |         |                             |                             |                             | 1                            | San Francisco | 34                       |                          |                          |                  |  |            |               |            |
|  |                                  |                                  |                                  |               |         |                             |                             | 3                           | Detroit                      | 31            |                          |                          |                          |                  |  |            |               |            |
|  | 3                                | Detroit                          | 24                               |               |         |                             |                             |                             | Detroit                      | 31            |                          |                          |                          |                  |  |            |               |            |
|  | 3                                | Detroit                          | 24                               |               |         | NFC Championship            |                             |                             |                              |               |                          |                          |                          |                  |  |            |               |            |
|  | 6                                | LA Rams                          | 23                               |               |         | 21. Jan. – Ford Field       | 21. Jan. – Ford Field       | 21. Jan. – Ford Field       |                              |               |                          |                          |                          |                  |  |            |               |            |
|  | 6                                | LA Rams                          | 23                               |               |         |                             | 21. Jan. – Ford Field       | 21. Jan. – Ford Field       |                              |               |                          |                          |                          |                  |  |            |               |            |
|  |                                  |                                  |                                  | 3             | Detroit | 31                          |                             |                             |                              |               |                          |                          |                          |                  |  |            |               |            |
|  |                                  |                                  |                                  | 3             | Detroit | 31                          |                             |                             |                              |               |                          |                          |                          |                  |  |            |               |            |
|  | 15. Jan. – Raymond James Stadium | 15. Jan. – Raymond James Stadium | 15. Jan. – Raymond James Stadium |               |         | 4                           | Tampa Bay                   | 23                          |                              |               |                          |                          |                          |                  |  |            |               |            |
|  | 15. Jan. – Raymond James Stadium | 15. Jan. – Raymond James Stadium | 15. Jan. – Raymond James Stadium |               |         | 4                           | Tampa Bay                   | 23                          |                              |               |                          |                          |                          |                  |  |            |               |            |
|  | 4                                | Tampa Bay                        | 32                               |               |         |                             |                             |                             |                              |               |                          |                          |                          |                  |  |            |               |            |
|  | 4                                | Tampa Bay                        | 32                               |               |         |                             |                             |                             |                              |               |                          |                          |                          |                  |  |            |               |            |
|  | 5                                | Philadelphia                     | 9                                |               |         |                             |                             |                             |                              |               |                          |                          |                          |                  |  |            |               |            |
|  | 5                                | Philadelphia                     | 9                                |               |         |                             |                             |                             |                              |               |                          |                          |                          |                  |  |            |               |            |

| 1 | nach Verlängerung |

## Startaufstellung
Die Startaufstellungen der beiden Mannschaften sahen wie folgt aus:
| San Francisco       | Position | Kansas City              |
| ------------------- | -------- | ------------------------ |
| Offense             |          |                          |
| Kyle Juszczyk       | FB/TE    | Travis Kelce             |
| George Kittle       | TE       | Noah Gray                |
| Trent Williams      | LT       | Donovan Smith            |
| Aaron Banks         | LG       | Nick Allegretti          |
| Jake Brendel        | C        | Creed Humphrey           |
| Jon Feliciano       | RG       | Trey Smith               |
| Colton McKivitz     | RT       | Jawaan Taylor            |
| Deebo Samuel        | WR       | Rashee Rice              |
| Brandon Aiyuk       | WR       | Marquez Valdes-Scantling |
| Brock Purdy         | QB       | Patrick Mahomes          |
| Christian McCaffrey | RB       | Isiah Pacheco            |
| Defense             |          |                          |
| Nick Bosa           | DE       | George Karlaftis         |
| Chase Young         | DE       | Mike Danna               |
| Javon Hargrave      | DT       | Chris Jones              |
| Arik Armstead       | DT       | Mike Pennel              |
| Oren Burks          | LB       | Nick Bolton              |
| Dre Greenlaw        | LB       | Willie Gay               |
| Fred Warner         | LB       | Leo Chenal               |
| Charvarius Ward     | CB       | L’Jarius Sneed           |
| Deommodore Lenoir   | CB       | Trent McDuffie           |
| Ji’Ayir Brown       | S        | Mike Edwards             |
| Tashaun Gipson      | S        | Justin Reid              |

## Punkteübersicht
| Quarter | Spielzeit | Spielzug (Drive)  | Spielzug (Drive) | Spielzug (Drive)       | Team   | Informationen zum Punktgewinn                                                                                                 | Punkte | Punkte |
| Quarter | Spielzeit | Spielzüge (plays) | Raumgewinn       | Dauer des Ballbesitzes | Team   | Informationen zum Punktgewinn                                                                                                 | 49ers  | Chiefs |
| ------- | --------- | ----------------- | ---------------- | ---------------------- | ------ | --- | ------ | ------ |
| 2       | 14:48     | 10 plays          | 46 Yards         | 4:05                   | 49ers  | Field Goal aus 55 Yards von Jake Moody                                                                                        | 3      | 0      |
| 2       | 4:23      | 8 plays           | 67 Yards         | 3:26                   | 49ers  | Christian McCaffrey mit einem 21-Yards-Touchdown nach Zuspiel von Jauan Jennings; PAT erfolgreich verwandelt von Moody        | 10     | 0      |
| 2       | 0:20      | 13 plays          | 65 Yards         | 4:03                   | Chiefs | Field Goal aus 35 Yards von Harrison Butker                                                                                   | 10     | 3      |
| 3       | 5:01      | 9 plays           | 47 Yards         | 4:01                   | Chiefs | Field Goal aus 57 Yards von Butker                                                                                            | 10     | 6      |
| 3       | 2:28      | 1 play            | 16 Yards         | 0:04                   | Chiefs | Marquez Valdes-Scantling mit einem 16-Yards-Touchdown nach Zuspiel von Patrick Mahomes; PAT erfolgreich verwandelt von Butker | 10     | 13     |
| 4       | 11:22     | 12 plays          | 75 Yards         | 6:06                   | 49ers  | Jauan Jennings mit einem 10-Yards-Touchdown nach Zuspiel von Brock Purdy; PAT von Moody geblockt                              | 16     | 13     |
| 4       | 5:46      | 12 plays          | 69 Yards         | 5:36                   | Chiefs | Field Goal aus 24 Yards von Butker                                                                                            | 16     | 16     |
| 4       | 1:53      | 7 plays           | 40 Yards         | 3:53                   | 49ers  | Field Goal aus 53 Yards von Moody                                                                                             | 19     | 16     |
| 4       | 0:03      | 11 plays          | 64 Yards         | 1:50                   | Chiefs | Field Goal aus 29 Yards von Butker                                                                                            | 19     | 19     |
| OT      | 7:22      | 13 plays          | 66 Yards         | 7:38                   | 49ers  | Field Goal aus 27 Yards von Moody                                                                                             | 22     | 19     |
| OT      | 0:03      | 13 plays          | 75 Yards         | 7:19                   | Chiefs | Mecole Hardman mit einem 3-Yards-Touchdown nach Zuspiel von Mahomes                                                           | 22     | 25     |

## TV-Übertragung
Im deutschsprachigen Raum übertrugen die Sender von RTL Deutschland das Spiel im Free-TV. Darüber hinaus zeigte der Streamingdienst DAZN über den seit der Saison 2023 dort integrierten NFL Gamepass das Spiel.

## Halbzeitshow
In der Halftime Show trat Usher auf. Als Überraschungsgäste traten Alicia Keys, Jermaine Dupri, H.E.R., will.i.am, Lil Jon, Ludacris und Sonic Boom of the South auf.